# Демьянович, Михаил Антонович
Михаи́л Анто́нович Демьяно́вич (4 [17] июля 1914, Владикавказ — 9 сентября 2002, Лыткарино, Московская область) — советский и российский ответственный работник атомной промышленности («среднего машиностроения»), кандидат технических наук (1969).

## Биография
Михаил Антонович окончил Орджоникидзевский институт цветных металлов (1938), инженер-металлург.
Работал:
- 1938—1942 — на заводе «Электроцинк» (г. Орджоникидзе):
  - инженер,
  - начальник медно-купоросного цеха,
  - заместитель начальника ТО;
- 1942—1950 — начальник цеха Усть-Каменогорского цинкового завода;
  - в дальнейшем — начальник Усть-Каменогорского цинкового завода;
- 1950—1951 — директор Новоцинкового завода (г. Усть-Каменогорск);
- 1951—1953 — главный инженер комбината «Маяк» (г. Челябинск-40, ныне — Озёрск)
  - 1953—1957 — директор комбината «Маяк»,
- 1957—1963 — директор радиохимического завода Сибирского химического комбината (г. Северск Томской области);
- 1963—1965 — начальник материаловедческого отдела НИА (г. Мелекес);
- 1965—1986 — главный инженер НИИ атомных реакторов (г. Димитровград),
  - в дальнейшем — первый заместитель директора.

Михаил Антонович был личным другом Ефима Павловича Славского.

## Достижения
- Руководил:
  - завершением строительства и пуском радиохимического завода,
  - вводом в эксплуатацию:
    - реактора АДЭ-3,
    - первой промышленной атомной станции,
    - второй очереди завода по разделению изотопов урана,
    - химико-металлургического завода и
    - первой очереди первого в СССР полигона глубинного захоронения радиоактивных технологических отходов.
- Имеет 2 авторских свидетельства на изобретения.
- Автор 60 печатных работ.

## Кыштымская авария
Всю вину за аварию взял на себя директор комбината М. А. Демьянович, 22 ноября 1957 года он был уволен и переведён в Томск-7 (ныне — Северск), где работал главным инженером, затем — директором завода.

## Награды
- 1984 — Лауреат премии Совета Министров СССР.
- Награждён:
  - 1954 — орден Ленина,
  - 1956 — орден Трудового Красного Знамени,
  - 1962 — орден Ленина,
  - 1971 — орден Трудового Красного Знамени,
  - медалями:
    - 1946 — медаль «За доблестный труд в Великой Отечественной войне 1941—1945 гг.»;
    - 1949 — медаль «За трудовое отличие»;
    - 1954 — медаль «За трудовую доблесть»;
    - 1970 — медаль «За доблестный труд. В ознаменование 100-летия со дня рождения В. И. Ленина».